# Oberschümmerich
Die Ortschaft Oberschümmerich ist ein Ortsteil der Gemeinde Lindlar im Oberbergischen Kreis, Regierungsbezirk Köln in Nordrhein-Westfalen (Deutschland). 

## Lage und Beschreibung
Oberschümmerich liegt südöstlich von Lindlar. Nachbarorte sind Voßbruch, Bolzenbach, Unterschümmerich, Altenrath und Burg.

## Geschichte
1413 wird Oberschümmerich erstmals urkundlich im Kämmereiregister des Fronhofs Lindlar unter der Ortsbezeichnung „Schonenberch“ genannt. In der Karte Topographische Aufnahme der Rheinlande von 1825 wird Oberschümmerich auf umgrenztem Hofraum mit fünf getrennt voneinander liegenden Gebäudegrundrissen verzeichnet.

## Busverbindungen
Die nächste Haltestelle ist in Bolzenbach. Bolzenbach ist durch die Buslinie 332 (OVAG) sowohl nach Engelskirchen als auch nach Lindlar und Wipperfürth angebunden.